# Sphecozone araeonciformis
Sphecozone araeonciformis är en spindelart som först beskrevs av Simon 1895.  Sphecozone araeonciformis ingår i släktet Sphecozone och familjen täckvävarspindlar. Inga underarter finns listade i Catalogue of Life.